# 鐵肺

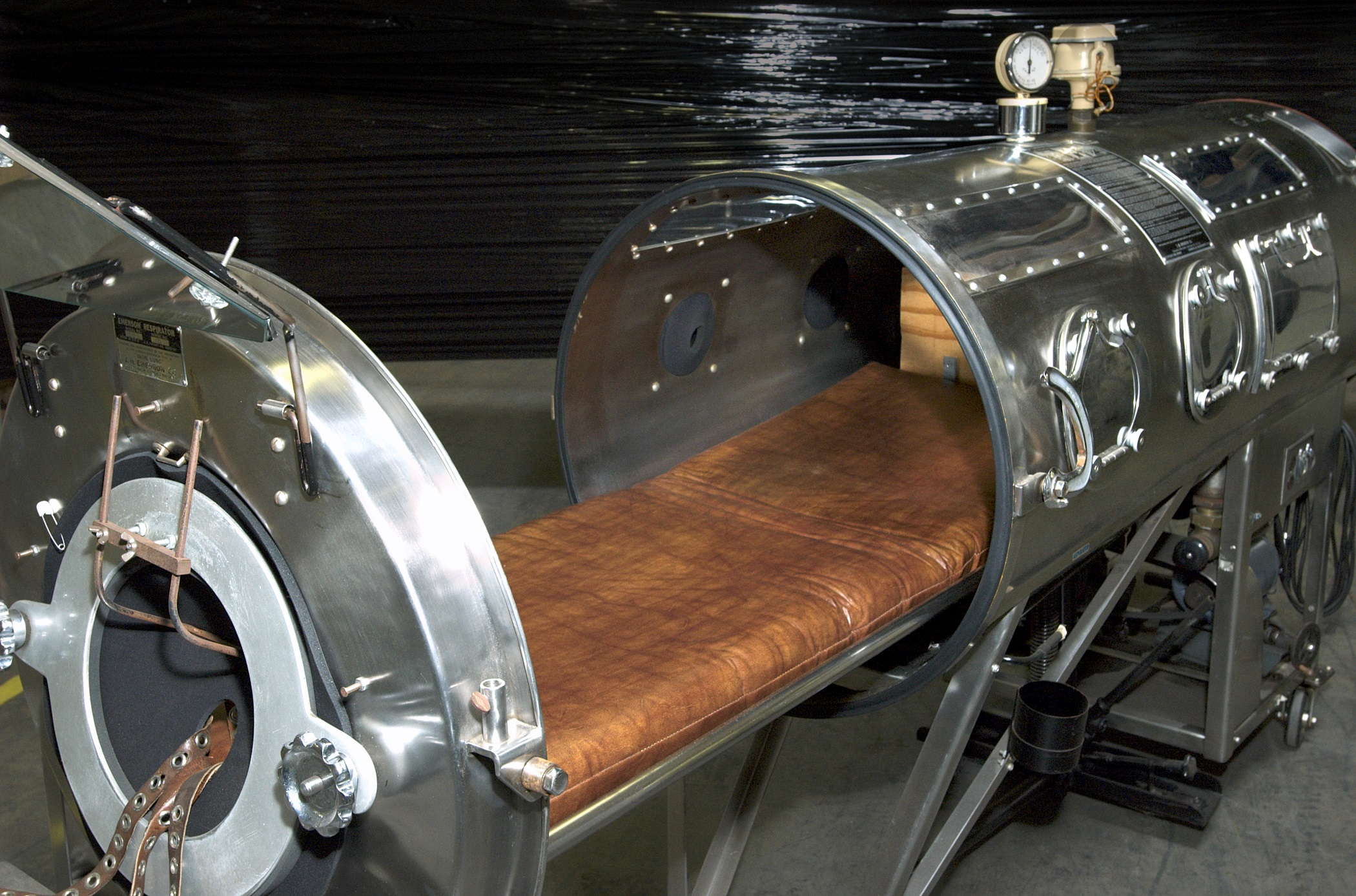
鐵肺

铁肺是负压呼吸机的一种，能够協助喪失自行呼吸能力的病人進行呼吸。使用者大多數是患上脊髓灰质炎和重肌无力症等病患而引起呼吸肌肉麻痹的病人。随着现代医学的发展，铁肺的使用已经大大减少了。
鐵肺是一個連接著泵的严密封閉金屬筒，病人躺在筒內，只剩下頭部露于外面。當鐵肺的泵吸入及抽出空氣時，由於筒內氣壓的改變，使病人的胸廓产生相應膨脹或壓縮，令病人能夠進行被动性呼吸运动。

## 歷史
第一个鐵肺是1928年由哈佛大學研究出來的。铁肺曾經是美國捲入的1952年小兒麻痺症救星。
1959年，美國有1,200人使用鐵肺，但到2004年只有39人。到2014年，鐵肺只剩下10人。2024年，隨着保羅·亞歷山大逝世，世上僅剩下1名鐵肺使用者。